# حقل عالي التكبير
حقل عالي التكبير أو ساحة عالية التكبير (بالإنجليزية: High Power Field)‏ في الفحص المجهري تعني المنطقة المرئية تحت أقصى قوة تكبير للجهاز المجهري المستخدم. وفي الغالب ما تكون قوة التكبير تعادل 400 مرة حجم الأجسام المنظورة تحت المجهر.

## طالع أيضًا
- مجهر